# Natuurpark Ria Formosa

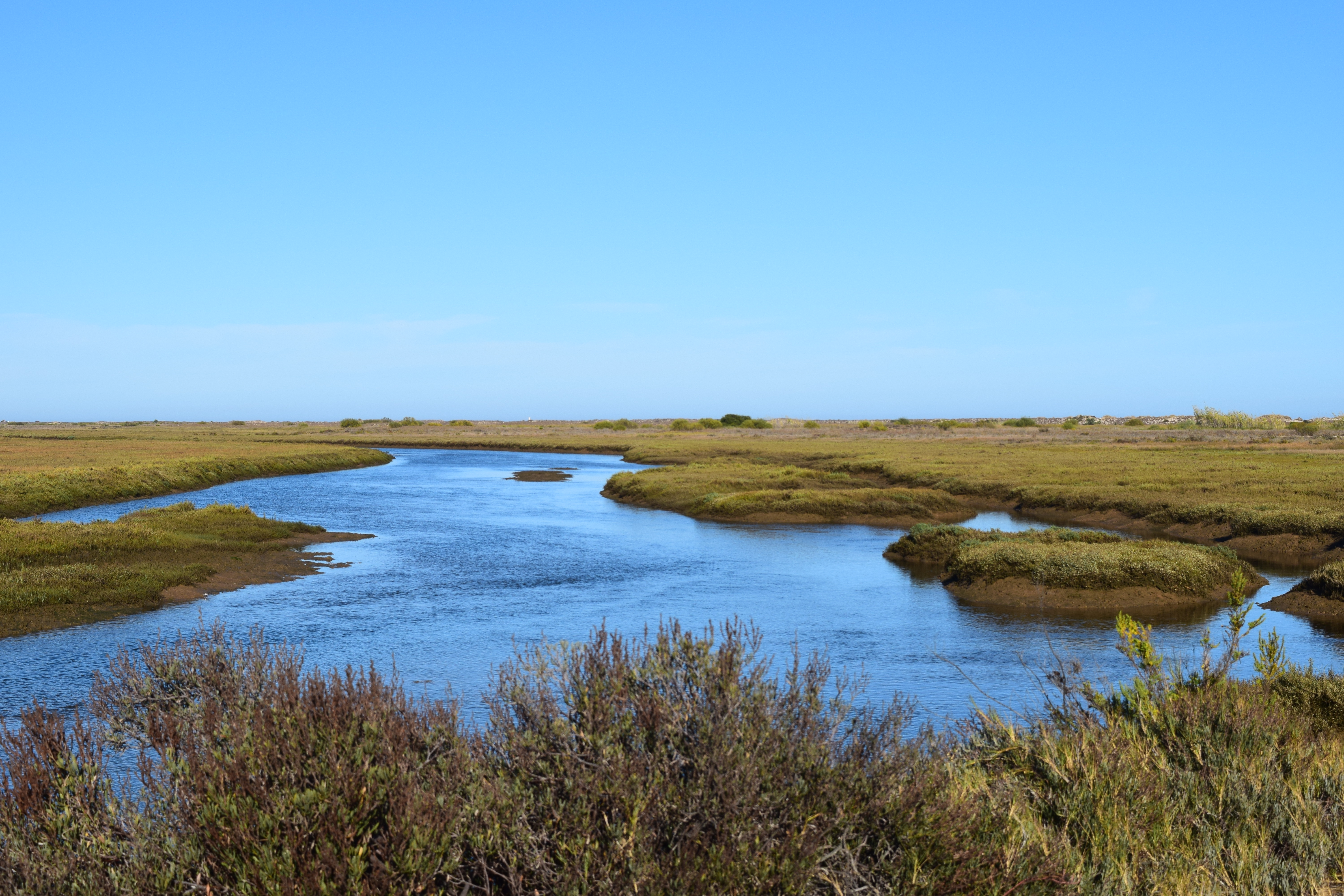
Ria Formosa

Het Natuurpark Ria Formosa (Portugees: Parque natural da Ria Formosa) is een natuurpark in Noordoost-Portugal. Het werd opgericht in 1987 en is 180 vierkante kilometer groot. Het park omvat de lagune van Ria Formosa, die van de zee is gescheiden door een barrière van eilandjes. 